# Ковтунівка (Ніжинський район)
Ковтуні́вка —  село в Україні, у Ніжинському районі Чернігівської області. Населення становить 6 осіб. Входить до складу Лосинівської селищної громади.

## Історія
Було засноване на початку XX - го століття на територіі колишнього маєтку пана Ковтуна. Першими мешканцями були переселенці з села Галиця. Найпоширеніші прізвища : Пасічник , Турчин, Хіміч, Фігура. Єдину вулицю було перейменовано на честь мешканця села, Анатолія Парубця, який загинув в Афганістані  у 1984 році. До середини 80-х вулиця називалась Польова.
12 червня 2020 року, відповідно до розпорядження Кабінету Міністрів України № 730-р «Про визначення адміністративних центрів та затвердження територій територіальних громад Чернігівської області», увійшло до складу Лосинівської селищної громади.
19 липня 2020 року, в результаті адміністративно-територіальної реформи та ліквідації Ніжинського(1923 - 2020) району, увійшло до складу новоутвореного Ніжинського району.

## Населення

### Мова
Розподіл населення за рідною мовою за даними перепису 2001 року:
| Мова       | Кількість | Відсоток |
| ---------- | --------- | -------- |
| українська | 45        | 100%     |